# Centre d'Estudis Dalinians
El Centre d’Estudis Dalinians (CED) és el centre encarregat de catalogar, conservar i estudiar el fons documental del qual disposa la Fundació Gala-Salvador Dalí, amb l’objectiu prioritari d’estudiar i divulgar l’obra de Salvador Dalí. Dirigit per Montserrat Aguer i Teixidor, va ser constituït el 1991 i està ubicat a la Torre Galatea, un dels edificis del Teatre-Museu Dalí a Figueres.

## Origen
L’any 1991, la Fundació Gala-Salvador Dalí va signar un conveni amb la Universitat Autònoma de Barcelona per tal de crear el Centre d’Estudis Dalinians. El centre, que es va posar en marxa l’1 d’octubre de 1991, es va ubicar a la Torre Galatea, –indret on va viure l’artista els darrers anys de la seva vida–, amb l’«objectiu de preservar, catalogar i estudiar el fons documental que custodia, així com fomentar i difondre la investigació sobre l’obra i la vida de Salvador Dalí en els seus aspectes més diversos».
El seu primer director va ser Fèlix Fanés, un dels principals impulsors del centre. El va dirigir fins l’any 2000, any en què va prendre el relleu l’actual directora, Montserrat Aguer i Teixidor.
L’any 2016 es va celebrar el vintè aniversari de l’obertura al públic del Centre d'Estudis Dalinians, ja que va ser a partir de l'any 1996 que el centre va obrir les portes a totes aquelles persones interessades en accedir al seu fons documental.

## Fons documental
El fons documental del Centre d’Estudis Dalinians consta d'una multiplicitat de materials diversos que permeten l'estudi i un coneixement profund sobre el complex món intel·lectual i artístic de Dalí, així com del surrealisme i de les avantguardes. La política d’adquisicions de la Fundació Gala-Salvador Dalí és molt activa, cosa que permet anar enriquint i ampliant aquest fons documental de manera constant.
Es tracta d’un fons multidisciplinari, ja que a més d’aquells materials directament relacionats amb el fet artístic, també n’hi ha d'altres pertanyents als àmbits de la psicologia, la ciència, la literatura i la filosofia.
Els documents del fons es distribueixen en:
Biblioteca
La biblioteca del Centre d’Estudis Dalinians, amb un fons de més de 10.000 volums, és una eina essencial tant pel que fa a les investigacions pròpies com les que realitzen investigadors independents.
La biblioteca personal de Salvador Dalí forma part d’aquest fons i va arribar a la Torre Galatea des de la casa de Portlligat quan l’artista va morir. Aquesta biblioteca està conformada per primeres edicions de les seves obres, així com per publicacions realitzades amb d'altres artistes i autors surrealistes. Així mateix, hi destaquen les obres relacionades amb l’art, amb publicacions sobre artistes com Miquel Àngel, Leonardo da Vinci, Velázquez o Vermeer de Delft. La completen publicacions de filosofia, religió, ciència i literatura, així com alguns exemplars de literatura russa que van pertànyer a Gala.
A més de les obres que conformen la biblioteca personal de Salvador Dalí, en el fons s'hi poden trobar publicacions especialitzades en la vida i l’obra de l’artista, així com aquelles que s'endinsen en el seu context artístic, polític i social. Així, hi ha publicacions dedicades a l’art produït des de finals del segle xix fins al més actual, les monografies i els catàlegs d’exposicions sobre l’artista, i d'altres publicacions centrades en l’època del surrealisme i les avantguardes.
Manuscrits
Els manuscrits conformen un dels gruixos més importants de la documentació conservada en el Centre d’Estudis Dalinians, i permeten resseguir la trajectòria del Dalí escriptor. Així mateix, també són l’origen de les edicions de l’obra completa escrita de l’artista pel que fa als volums dedicats a la poesia, la narrativa, els projectes escenogràfics i l'assaig. Aquests volums, publicats entre els anys 2003 i 2006, com a part de les activitats de la commemoració del centenari del naixement de l’artista, s'organitzen de la següent manera: Escrits autobiogràfics (vol. I i II), Poesia, prosa, teatre i cinema (vol. III), Articles, 1919-1986 (vol. IV), Assajos (vol. V), Entrevistes (vol. VI) i Àlbum (vol. VII).
Es tracta d’un recull de més de 680 documents, entre els quals hi ha els quaderns o diaris de joventut de l’artista, –editats pel Centre d’Estudis Dalinians l’any 1994 amb el títol Un diari: 1919-1920. Les meves impressions i records íntims–, els esborranys d’articles publicats a revistes surrealistes com Minotaure o Le Surréalisme au Service de la Révolution, i algunes conferències que va pronunciar. Entre aquests documents cal destacar les 1.728 pàgines que configuren La vida secreta de Salvador Dalí (1942), l’autobiografia de l’artista.
L’any 2009 una part d’aquests manuscrits i publicacions d’època es van incloure en el llibre Dalí’s World, escrit per Montse Aguer, on es presenta la història il·lustrada del pintor.
Correspondència
Al Centre d’Estudis Dalinians també s'hi custodien les cartes, els esborranys de cartes, les postals, els telegrames, les anotacions, els sobres, així com papers que Salvador Dalí i Gala varen rebre al llarg de la seva vida.
Aquests documents són de gran utilitat a l’hora de completar projectes de recerca, i s'utilitzen com a suport documental en les exposicions sobre l’artista. D’altra banda, també serveixen per ampliar el coneixement sobre la producció artística de Salvador Dalí així com sobre la seva vida i la de Gala, i permeten obrir noves vies d’investigació.
Hemeroteca
L'hemeroteca del Centre d’Estudis Dalinians constitueix un ampli fons documental integrat per 68.600 articles digitalitzats, que van des de l'any 1918 fins al 1989, i que permeten estudiar l'activitat de Salvador Dalí al llarg de la seva trajectòria. Un bon exemple en pot ser l'exposició «Dalí i les revistes» del 2008, amb itineràncies a Moscou l’any 2014, i a Xangai el 2015, amb una gran afluència de visitants.
Uns 35.000 d’aquests articles provenen directament de la col·lecció de reculls de premsa del propi artista, que estava subscrit a diverses agències que li proporcionaven les notícies a la premsa i les revistes on apareixia el seu nom.
Així mateix, el Centre d’Estudis Dalinians també disposa d’un fons de més de 5.000 revistes, d’àmbit nacional i internacional, entre les quals destaquen L'Amic de les Arts, Documents, La Gaceta Literaria, Minotaure, Le Surréalisme au Service de la Révolution, Valori Plastici i Variétés.
Entre aquestes publicacions hi ha Dalí News, un diari del qual Dalí va editar dos números entre 1945 i 1947, i el número 522 de la revista Vogue, que l’artista va realitzar pel 50è aniversari de la publicació (1971-1972).
Documents efímers
Entre els documents del Centre d'Estudis Dalinians hi ha una important col·lecció de més de 7.815 documents gràfics de diversa tipologia (cartells, catàlegs d'exposicions, invitacions, programes de mà, fulls volants...), destinats a la difusió d'esdeveniments i manifestacions artístiques relacionades amb la figura i l'obra de Salvador Dalí, el surrealisme i d'altres moviments artístics destacats del segle xx.
L'estudi d’aquests documents permet conèixer millor l’historial expositiu de l'obra daliniana i fer un seguiment de les conferències i altres actes en els quals Salvador Dalí va participar, que alhora remeten a comunicats i manifestos publicats pel mateix artista. Així mateix, també permet copsar com l’artista s'implicava en les fases de concepció i disseny dels projectes artístics que va realitzar.
Fotografies
L'arxiu fotogràfic del Centre d'Estudis Dalinians consta de més de 15.000 imatges que abasten totes les èpoques de la vida de Salvador Dalí. Entre els fotògrafs amb qui l'artista va col·laborar, i que formen part de la seva col·lecció, hi ha Man Ray, Brassaï, Cecil Beaton, Eric Schaal, George Platt Lynes, Horst P. Horst o Philippe Halsman.
L’arxiu fotogràfic es complementa amb el fons Meli i el fons Eric Schaal. El fons Meli (Melitó Casals), fotògraf local i col·laborador de Dalí a partir de la dècada dels cinquanta, està format per una àmplia col·lecció d'imatges d'època i per uns 8.000 negatius i contactes. El fons Eric Schaal va ser adquirit per la Fundació Gala-Salvador Dalí l'any 2005 i consta de 218 negatius, 68 còpies d'època i 43 diapositives que documenten una fructífera relació professional entre ambdós artistes, entre els anys 1937 i 1942.
La Fundació Gala Salvador-Dalí és l'encarregada de gestionar els drets d'aquests fons, així com també els drets de les fotografies de Dalí realitzades pels fotògrafs Oriol Maspons, Francesc Català-Roca, Ricard Sans, Xavier Miserachs i Eric Schaal.
Des del maig del 2018, l'exposició temporal «Salvador Dalí. Robert Whitaker. 1967-1972» instal·lada a la Sala de les Loggies del Teatre-Museu Dalí, mostra els vint-i-set retrats que Whitaker va fer a Dalí a la seva casa-taller de Portlligat i a París entre els anys 1967 i 1972, i que pertanyen al fons de 707 imatges que recentment ha adquirit la Fundació Gala-Salvador Dalí a la família del fotògraf, junt amb els drets de reproducció corresponents.
Documents audiovisuals i sonors
En el fons del Centre d'Estudis Dalinians hi ha uns 900 documents audiovisuals que tenen una relació més o menys directa amb Salvador Dalí i resulten essencials per aprofundir en la seva faceta més mediàtica. Els documents que componen aquest fons són les pel·lícules on l'artista participa activament, –ja sigui en la concepció del film, la direcció, el guió o el disseny de l'escenografia–, les imatges d’arxiu que inclouen anuncis, entrevistes i reportatges molt diversos, i també una extensa col·lecció de documentals i programes de televisió dedicats a l'artista, centrats especialment en la seva biografia, la seva trajectòria artística, les seves passions i el seu entorn geogràfic i humà.
Així mateix, l’arxiu de documents sonors compta amb un fons de més de 200 documents de diversos formats que es conserven entre la Torre Galatea, la Casa-Museu Salvador Dalí de Portlligat i la Casa-Museu Castell Gala-Dalí. Aquest material permet copsar els interessos musicals de Dalí i Gala, així com fer un seguiment de la participació de Dalí en alguns projectes i constatar com la seva figura i obra serveixen de font d'inspiració per a diverses caràtules i composicions musicals.

## Arxiu en línia
Des del Centre d’Estudis Dalinians s'ofereix l’accés en línia a una diversitat de recursos que permeten ampliar la informació sobre la vida i l’obra de Salvador Dalí, així com oferir un millor coneixement del fons documental que custodia el centre. Aquests recursos digitals, a més de servir a interessos acadèmics o ser d’interès personal, també donen resposta a motivacions de caràcter més general, com per exemple, la preparació d'una visita.
Els recursos accessibles en línia són:
- Catàleg raonat de pintures de Salvador Dalí (1910-1983): Publicació en línia de la informació corresponent a la producció pictòrica de Salvador Dalí compresa entre els anys 1910 i 1983.[20][21]
- Catàleg raonat d’escultura i obra tridimensional de Salvador Dalí (1910-1936): Publicació en línia de la informació corresponent a les escultures i obres tridimensionals realitzades per Salvador Dalí entre els anys 1910 i 1936.[22]
- Catàleg del fons bibliogràfic: Catàleg dels llibres que integren el fons bibliogràfic referent a la figura i l'obra de Salvador Dalí, el surrealisme i les avantguardes.[23]
- Textos en descàrrega: Selecció d'articles i escrits especialitzats, realitzats pel personal del Centre d’Estudis Dalinians i centrats en la trajectòria artística i vital de Salvador Dalí.[24]
- Filmoteca Dalí: Selecció dels documents audiovisuals dalinians més significatius, que posen de manifest el tarannà multidisciplinari i heterogeni de Salvador Dalí, qui va participar com a teòric, director, guionista, escenògraf i actor en gran quantitat de projectes audiovisuals. Aquests documents s'agrupen en quatre blocs: Films i videoart, Anuncis publicitaris, Entrevistes i Dalí en acció (Performances, Teatre, música i moda, Dalí i les seves obres i Conferències).[25]

## Funcions
Les activitats del Centre d’Estudis Dalinians responen a una doble funció, ja que és un centre de documentació, i alhora, un espai de recerca i de creació de projectes. Aquestes tasques s'articulen segons els àmbits de la recerca, la catalogació i les publicacions.

### Recerca
El Centre d’Estudis Dalinians és el centre de referència, tant a nivell nacional com internacional, pel que fa a la investigació sobre la vida i l’obra de Salvador Dalí, el surrealisme i les avantguardes
Els seus arxius disposen de 500 documents (originals i còpies) corresponents a contractes relacionats amb la creació artística de Dalí, 10.355 cartes, postals, telegrames i altres documents epistolars, 954 documents audiovisuals i 228 de sonors, 7.927 fullets i altres documents de difusió, 16.660 fotografies, entre plaques de vidre, negatius, positius, transparències i ektachromes, 10.720 llibres conservats a la biblioteca, 690 documents, la majoria escrits per Dalí, 1.731 postals, que inclouen una col·lecció particular de Dalí i Gala, 730 pòsters i cartells d’època i actuals, 71.078 articles d’àmbit estatal i internacional i 7.360 revistes d’àmbit estatal i internacional.
Aquest fons s'enriqueix de forma regular amb l’adquisició de nous elements, i també a partir d'una activitat constant de consulta i recerca en altres centres, arxius i institucions.
Una de les tasques essencials del Centre d’Estudis Dalinians són els projectes de recerca que s'emprenen per als projectes expositius propis i els projectes audiovisuals. Així mateix, el centre també realitza tasques d’assessorament en projectes expositius externs.
Altres actuacions relacionades amb la recerca són la classificació de material encara no incorporat al fons, la realització d’entrevistes, el seguiment de la premsa local, nacional i internacional, la confecció de dossiers trimestrals de premsa per als patrons de la institució, el seguiment i documentació de les subhastes, així com la coordinació de la participació en algunes d’aquestes, el seguiment, documentació i coordinació de les ofertes de compra d’obra, la revisió de publicacions per a tercers, la recerca d’imatges per a publicacions, reportatges, llibres i exposicions, l’atenció de peticions d’informació i consultes, la selecció i preparació de material per a investigadors, i l’assessorament a entitats externes.

### Catalogació
El Centre d’Estudis Dalinians treballa des de l’any 2004 en l'elaboració dels catàlegs raonats de l’artista i la seva publicació en línia. Es tracta d’un procés viu, d’investigació acurada i en permanent revisió.
Els catàlegs raonats en els quals treballa el centre són:

#### Catàleg raonat de pintures de Salvador Dalí
L'elaboració del catàleg raonat de pintures va començar l’any 2004, coincidint amb la celebració del centenari del naixement de l’artista. El primer tram, amb 258 pintures produïdes entre els anys 1910 i 1930, es va presentar el maig de 2004. El segon tram, amb 211 pintures produïdes entre els anys 1931 i 1939, es va presentar el gener de 2007. El maig de 2011 es va presentar el tercer tram, amb 136 obres produïdes entre els anys 1940 i el 1951. El maig de 2014, i coincidint amb el 40è aniversari de la inauguració del Teatre-Museu Dalí, es va publicar la quarta etapa, que abraça l'obra pictòrica de l'artista des de l'any 1952 fins al 1964. El darrer tram del catàleg raonat de pintures, que correspon a les obres datades entre els anys 1965 i 1983, es va presentar el desembre del 2017, fent així possible la consulta de la producció pictòrica completa de Salvador Dalí.

#### Catàleg raonat d'escultura i obra tridimensional de Salvador Dalí
Des de finals de 2011 es treballa també en el catàleg raonat d’escultura i obra tridimensional. El primer tram d’aquest catàleg, que inclou obra datada fins a 1936, es va presentar el segon trimestre de l’any 2019.

#### Catàleg raonat d'obra gràfica de Salvador Dalí
Així mateix, es continua treballant en el catàleg raonat d’obra gràfica segons la col·lecció de la qual disposa la Fundació Gala-Salvador Dalí compresa entre els anys 1920 i 1940.

### Publicacions
Des del Centre d’Estudis Dalinians, i d’acord amb els seu objectiu divulgatiu, es fomenta la presentació de publicacions, la realització d’audiovisuals i l'elaboració d’articles.
Pel que fa a les publicacions pròpies, principalment es relacionen amb els catàlegs de les exposicions organitzades per la mateixa institució o que tracten alguna temàtica relacionada amb la seva activitat. Alguns exemples recents poden ser la publicació del catàleg Elles fotografien Dalí, relacionat amb l'exposició al Castell de Púbol que es va dur a terme des del 15 de març del 2018 fins al 5 de gener del 2019, o la publicació de Lluís Peñuelas The authorship, authentication and falsification of artworks.
Així mateix, també es col·labora en les publicacions d'altres institucions, sobretot en els catàlegs d’exposicions organitzades en altres centres. Entre les publicacions més recents es poden esmentar Io Dalí, catàleg de l'exposició celebrada al Palazzo delle Arti de Nàpols, Gala Salvador Dalí. Una habitació pròpia a Púbol, catàleg de l'exposició celebrada al MNAC de Barcelona i Dalí atómico, publicació editada amb motiu de l'exposició organitzada al CaixaForum Sevilla.
Pel que fa als audiovisuals, es creen documentals que s'endinsen en la vida i l’obra de Salvador Dalí, així com vídeos de format més curt relacionats amb les exposicions en curs. Durant el 2018 la Fundació Gala-Salvador Dalí va produir el documental Salvador Dalí, a la recerca de la immortalitat, realitzat per DocDoc Films, el qual s'endinsa en la vida i l’obra de Salvador Dalí i Gala. També es van realitzar videocàpsules i curtmetratges per a la mostra temporal del Castell de Púbol «Elles fotografien Dalí», i la del Teatre-Museu Dalí «Dalí/Rafael, un somieig prolongat». Així mateix, també es va enregistrar una entrevista amb Benjamin Whitaker, fill del fotògrat Robert Whittaker, per a la mostra «Salvador Dalí. Robert Whitaker. 1967-1972».
D'altra banda, també es publiquen articles realitzats per membres del Centre d’Estudis Dalinians, tant en publicacions en paper, com en format digital. Dels publicats durant el 2018 es poden assenyalar «El catálogo razonado de pinturas de Salvador Dalí, una publicación en línia», de [Montse Aguer i Carme Ruiz, publicat al diari mexicà El Universal, i «Tutto Dalí online» publicat al número de juliol-agost del diari italà Il Giornale dell’Arte. També «The largest surrealist object in the world» de Carme Ruiz i «The technical examination of Dalí’s painting Two Pieces of Bread Expressing the Sentiment of Love reveals unknown aspects of Dalí’s creative process», d’Irene Civil, ambdós apareguts en el tercer número (primavera-estiu del 2018) d’Avant-garde Studies del Dalí Museum de Florida. I també d’aquesta mateixa autora és l'article «Al taller de Dalí: sobre el mètode de treball de L’ascensió de santa Cecília», publicat al web de la Fundació per a la mostra «Dalí/Rafael, un somieig prolongat».